# Сарикамиська битва
Сарикамиська битва — військові дії в районі міста Сарикамиш (північний схід Османської імперії) російської Кавказької армії проти 3-ї Османської армії під командуванням Енвер-паші.

## Хід подій
Операція проходила з 9 грудня 1914 року по 5 січня 1915 року. Османське командування планувало оточити і знищити Сарикамишський загін Кавказької армії, яким керував генерал Г. Берхман, а потім оволодіти Карсом. Головний удар сили 9-го й 10-го корпусу турки завдали 9 грудня на північний захід від Сарикамиша, де знаходився невеликий Ольтінський загін генерала Істоміна. Відкинувши його, два османські корпуси 12 грудня у сильний мороз вийшли з півночі на підступи до Сарикамиша. З фронту на Сарикамиш наступав 11-й корпус. Османське командування планувало взяти Сарикамиш ударом з півночі і тим самим вийти в тил загону Берхмана, відрізавши йому шляхи відступу. У момент підходу до Сарикамишу з півночі головних османських сил у місті перебували лише нечисленні підрозділи. У Сарикамиші на той момент перебував полковник Генерального штабу Букрет. Він очолив зібраний у місті загін, який відбив перший натиск 10-го османського корпусу. 14 грудня до захисників міста на допомогу підійшов 1-й козачий полк. Оборону міста очолив генерал М. Пржевальський. Незабаром для оборони прибуло підкріплення з фронту й армійського резерву.
Командувач Кавказьким фронтом генерал А. Машлаєвський вважав операцію програною і віддав наказ про загальний відступ. Але відступати було пізно, оскільки 10-й османський корпус перерізав залізницю Сарикамиш — Карс. На цьому зв'язок між російськими військовими в районі Сарикамиш і Тифлісом перервався. Єдина радіостанція була розбита вибухом османського снаряду. Відхід у двадцятиградусний мороз через засніжені гори для сарикамишців був рівносильний загибелі. Захисникам міста довелося розраховувати лише самим на себе. Незважаючи на наказ про відступ вони продовжували обороняти місто. Не зумівши сходу взяти Сарикамиш, два османські корпуси потрапили в обійми крижаної холоднечі, яка стала для них фатальною. Лише за 14 грудня османські війська втратили 10 000 чоловік обмороженими. Остання спроба турків взяти Сарикамиш 17 грудня була відбита російськими контратаками і закінчилася провалом. Настав переломний момент. Того ж дня росіяни перейшли в наступ і відкинули турків від міста. Енвер-паша вирішив посилити фронтальний наступ і переніс головний удар на Караурган, який захищали частини Сарикамишського загону генерала Берхмана. Атаки 11-го османського корпусу, що наступав на Сарикамиш з фронту були відбиті. 19 грудня під Сарикамишем російські війська оточили 9-й османський корпус. Після триденних боїв його залишки капітулювали. Частини 10-го корпусу відступили, але потім теж були розгромлені. 25 грудня командувачем Кваказькою армією став генерал М. Юденич, який віддав наказ почати контрнаступ під Караурганом. Відкинувши до 5 січня 1915 року залишки 3-ї армії на 30—40 кілометрів, росіяни припинили переслідування, яке велося при 20-градусному холоді. Деякі історики стверджують, що вирішальну роль в цій операції зіграла козацька бригада генерала Гулиги, яка захопила штаб османської піхотної дивізії та в рукопашному бою знищила близько 800 османських військових.

## Наслідки
Війська Енвер-паші втратили вбитими, замерзлими, пораненими й полоненими 78 000 чоловік. Втрати росіян склали 25 000 вбитими, пораненими й обмороженими.
Перемога під Сарикамиш зупинило османську агресію у Закавказзі і зміцнила позиції Кавказької армії. У Сарикамишському бою вирішальну роль зіграло не верховне командування, яке аж до приходу Юденича займало пасивну позицію, а мужність та ініціативність військ, якими ніхто не керував.